# Draga (Nova Gorica)
Draga falu Szlovéniában, a Goriška statisztikai régióban, a Vipava-völgyben fekszik, Dornberk település közelében. Közigazgatásilag Nova Goricához tartozik. Lakosságának száma 90 fő.

## Nevének eredete
A település nevét a szlovén draga szóról kapta, amely szűk, kis völgyet jelent. A település neve utal annak földrajzi elhelyezkedésére.

## Fordítás
- Ez a szócikk részben vagy egészben  a   Draga, Nova Gorica című angol Wikipédia-szócikk ezen változatának fordításán alapul.  Az eredeti cikk szerkesztőit annak laptörténete sorolja fel. Ez a jelzés csupán a megfogalmazás eredetét és a szerzői jogokat jelzi, nem szolgál a cikkben szereplő információk forrásmegjelöléseként.